# Trypeticus rostricauda
Trypeticus rostricauda är en skalbaggsart som beskrevs av Kanaar 2003. Trypeticus rostricauda ingår i släktet Trypeticus och familjen stumpbaggar. Inga underarter finns listade i Catalogue of Life.